# Claude Griscelli
Claude Griscelli, né le 2 mars 1936 à Rabat au Maroc, est professeur de médecine, pédiatre et immunologue français, ancien directeur général de l'INSERM et président de l'Institut des maladies génétiques Imagine puis conseiller d'État en service extraordinaire. En 2023, il est radié de l'Ordre des médecins pour avoir caché à une enquête parlementaire sur le scandale du Mediator ses liens financiers avec la firme Servier.

## Biographie

### Jeunesse et formation
La famille de Claude Griscelli est corse ; sa mère née Virgitti est originaire du village de Cervione et son père du village de Vezzani[réf. nécessaire]. Il a passé son enfance au Maroc et a fait ses études secondaires au lycée Gouraud de Rabat. Il sort major du PCB préparant à l'entrée à l'école de médecine et obtient une bourse pour poursuivre ses études à Paris où il arrive en 1956. Il vit à la cité universitaire de Paris au pavillon Maroc puis à la résidence universitaire Jean-Zay d'Antony. Il est nommé interne des hôpitaux de Paris en 1963 et choisit de partager ses stages d'internat entre la pédiatrie dans les services des professeurs Pierre Mozziconacci, Jean Frézal, Daniel Alagille et l'hématologie avec les professeurs Jean Bernard, Jean Dausset, Georges Mathé, Maxime Seligmann.
Claude Griscelli débute des activités de recherche en 1964 à l'hôpital Saint-Louis dans l'unité de recherche de l'INSERM dirigée par Maxime Seligmann. Il s'intéresse au développement de l'immunité au cours de la vie fœtale et de l'enfance. Jean Bernard et Maxime Seligmann sont ses parrains pour l'obtention d'une bourse post-doctorale de l'INSERM dans le cadre d'un accord avec les National Institutes of Health (NIH). Il choisit d'avoir en 1967/1968 une activité de recherche exclusive aux États-Unis à la New York University dans le laboratoire de Baruj Benacerraf, lauréat du prix Nobel, où il travaille sur le circuit hémolymphatique de l'immunité intestinale avec Pierre Vassalli et Robert Mc Cluskey.

### Pédiatre à l'Hôpital Necker
De retour en France en 1968, Claude Griscelli est nommé chef de clinique (1968-72) en pédiatrie dans le service du professeur Mozziconacci à l'hôpital Necker et crée un laboratoire de recherche où il poursuit avec Delphine Guy-Grand ses travaux de recherche débutés aux États-Unis.
Claude Griscelli est nommé, en 1972, PU-PH en pédiatrie et génétique médicale à la faculté de médecine de l'université René Descartes-Paris V. Il participe à l'enseignement de la pédiatrie et de l'immunologie et à l'enseignement du DEA d'immunologie de l'Institut Pasteur.
Il est nommé chef de service d'immunologie pédiatrique à l'hôpital Necker-Enfants malades en 1976, où il fera toute sa carrière jusqu'en 1996. Il crée la sur-spécialité d'immunologie pédiatrique qui englobe les diverses maladies du système immunitaire, notamment les déficits héréditaires ou acquis, les maladies autoimmunes et les maladies inflammatoires de l'enfant et de l'adolescent.
Claude Griscelli dirige l'unité de recherche en immunologie et rhumatologie pédiatrique, U 132 de l'INSERM de 1978 à 1992. Il s'entoure de plusieurs médecins et chercheurs pour créer de nouvelles équipes dont les travaux s'attachent à l'ontologie du système immunitaire et aux anomalies conduisant à divers déficits immunitaires héréditaires. Ces principales équipes sont dirigées par Alain Fischer, Anne Durandy, Geneviève de Saint-Basile, Jean-Pierre de Villartay, Marina Cavazzana-Calvo, Barbara Lisowska-Grospierre, Nadine Cerf-Bensoussan, Frédéric Rieux-Laucat, Anne-Marie Prieur, Françoise Le Deist.
Claude Griscelli a été membre de nombreuses commissions scientifiques : délégation générale pour la recherche scientifique et technique (DGRST) de 1976 à 1979 ; membre de la commission médicale de pédiatrie puis président de la commission d'immunologie de l'INSERM de l'agence nationale de la recherche sur le SIDA (ANRS 1989-95) ; et a participé aux comités de coordination de l'OMS sur les déficits immunitaires et sur l'infection à VIH de l'enfant (1989-1991). Il a été membre puis président du conseil de gestion de l'université de Corté en Corse (1978-81).
Il crée en 1989, à la demande de Jean Choussat, la première délégation régionale de la recherche (DRC) de France à l'assistance publique-hôpitaux de Paris (AP-HP) et préside le Conseil scientifique de l'AP-HP de 1989 à 1994 et de 2002 à 2004. En tant que délégué général de la DRC, il crée avec Pierre Corvol les premiers centres d'investigation clinique (CIC) gérés et financés par l'INSERM et l'AP-HP. Il est l'investigateur, avec Felix Reyes, du programme hospitalier de recherche clinique (PHRC) du Ministère de la Santé mis en place par Bernard Kouchner.

### Directeur général de l'INSERM
Claude Griscelli a été directeur-général de l'INSERM de 1996 à 2001 au moment où François d'Aubert, Claude Allègre et Roger-Gérard Schwartzenberg se succèdent au Ministère de l'Enseignement supérieur. Sous son mandat, il a rapproché l'INSERM des universités : il signe un accord avec la Conférence des présidents d'université qui fut très critiqué par les chercheurs mais apprécié par les universitaires et le monde médical. Il a aussi rapproché l'INSERM du monde hospitalier notamment en créant de nouveaux centres d'investigation clinique (CIC), en lançant des appels d'offres visant à ouvrir l'organisme à de nouveaux sujets de recherche médicale et vers de nouveaux acteurs du monde médical. Il a favorisé, notamment dans les hôpitaux où des unités de recherche sont implantées, les liens les plus étroits possibles entre la recherche physiopathologique, la recherche clinique et les soins, préfigurant la médecine translationnelle. Claude Griscelli a aussi favorisé la coordination des organismes de recherche en créant RIO (« rencontre inter-organismes » entre l'INSERM, le CNRS, le CEA, l'INRA). Il a créé le comité d'éthique de l'INSERM (comité ERMES) dans le but d'animer des réflexions sur les avancées scientifiques et la délégation à l'intégrité scientifique chargé de suivre les litiges ou de juger d'éventuels manquements à l'intégrité comme une fraude ou un plagiat. Il a aussi créé INSERM-Transfert chargé de la valorisation des résultats des recherches. Il a été nommé, sur proposition du ministre Roger-Gérard Schwartzenberg et de Marylise Lebranchu, membre du Conseil d'État à titre extraordinaire où il siège à la section sociale de 2001 à 2005.

### Institut des maladies génétiques
Claude Griscelli crée en 2007 l'institut des maladies génétiques Imagine qui réunit la majorité des équipes de recherche de l'hôpital Necker impliquées dans ce domaine. Imagine est d'abord reconnu comme centre thématique de recherche et de soin (CTRS) par l'INSERM puis par le ministère de l'enseignement supérieur et de la recherche. Le CTRS est dirigé par Alain Fischer et Arnold Munnich. Imagine devient dès lors une fondation de coopération scientifique reconnue par le Ministère. La fondation lève des fonds qui ont permis la construction dans l'hôpital Necker d'un bâtiment qui comprend des laboratoires très modernes et les espaces destinés aux consultations des patients et de leurs familles. La conception d'Imagine traduit la permanente volonté d'intriquer la recherche et les soins.
Imagine devient l'un des six Instituts hospitalo-universitaires (IHU), créé dans le cadre d'Investissements d'avenir (grand emprunt). Claude Griscelli préside le conseil d'administration qui comprend, outre des personnalités qualifiées, les représentants des membres fondateurs : le président de l'Inserm Yves Lévy, Martin Hirsch le DG de l'AP-HP, le président de l'université Paris V-René Descartes Frédéric Dardel, la présidente de la Fondation Hôpitaux de Paris-Hôpitaux de France, la présidente de l'AFM, et l'adjoint chargé de la santé de la Ville de Paris. Imagine qui comprend près de 450 chercheurs et médecins, techniciens et ingénieurs organisés en 25 équipes, toutes impliquées dans les maladies génétiques. L'institut est conseillé et évalué par un conseil scientifique international qui comprend de très grands scientifiques.

### Apport scientifique
Claude Griscelli décrit plusieurs maladies génétiques, dont une en 1978 le symptôme de déficit immunitaire et albinisme partiel qui prendra le nom de maladie de Griscelli. Il décrit un déficit immunitaire héréditaire caractérisé par un défaut de synthèse des antigènes d'histocompabilité (HLA) confirmant l'importance de ces molécules dans la coopération cellulaire au cours de la réponse immune. Il sera aussi un des pionniers de la greffe de moelle osseuse pour les nouveau-nés présentant des déficits immunitaires graves connus sous le nom de bébés bulles au début des années 1970. Il a débuté avec Alain Fischer les premières thérapies géniques des déficits en adénosine désaminase. Il a aussi décrit l'un des premiers cas au monde de SIDA de l'enfant et démontré avec Françoise Barré-Senousis lauréate du prix Nobel de médecine, le passage du virus de la mère à l'enfant.
Claude Griscelli est l'auteur de 357 publications dans des journaux scientifiques internationaux et auteur de plusieurs ouvrages, notamment sur l'immunologie pédiatrique.

### Liens avec les laboratoires Servier et radiation de l'Ordre des médecins
En 2011, Claude Griscelli est mis en cause dans l'affaire du Mediator des laboratoires Servier[réf. incomplète]. La sénatrice Marie-Thérèse Hermange rapporteure du rapport du Sénat ayant fait appel à lui pour éclairer des questions d'ordre scientifique sur le Mediator est soupçonnée avec Claude Griscelli de vouloir minimiser la responsabilité du laboratoire. Ils sont tous les deux relaxés le 29 mars 2021 par le tribunal correctionnel,. Il est cependant radié de l’Ordre des médecins par une décision de la chambre disciplinaire d'Ile de France rendue le 29 décembre 2023.
Claude Griscelli était lié depuis 2001 aux laboratoires Servier par contrat rémunéré ; « L’omission de cette information dans un tel contexte est constitutive d’une grave méconnaissance des principes de moralité et de probité qui s’imposent au médecin » a rappelé la Chambre disciplinaire.

### Prix et distinctions
- Commandeur de l'ordre national du Mérite (2001)
- Grand officier de la Légion d'honneur (2021) ; commandeur en 2004[18]
- Commandeur de l'ordre du Ouissam alaouite (Maroc)
- Prix Claude Bernard de la ville de Paris (1988)
- Prix de la recherche de la Fondation Allianz-Institut de France (1992)
- Fellow of The Royal Collège of Physicians of London
- Membre du haut Conseil de la science et de la technologie (2006-2013)

### Activités Associatives
Création de la Fondation des hôpitaux de Paris-Hôpitaux de France et organisation de la collecte des pièces jaunes. président (1989-1994) puis vice-président (1994-2020)